# Соматостатин
Соматостатин — гормон дельта-клітин острівців Лангерганса підшлункової залози, а також один з гормонів гіпоталамуса. За хімічною будовою є пептидним гормоном.

## Структура
Соматостатин існує у двох біологічно активних формах, що походять від одного попередника і розрізняються довжиною N-кінця: SST-14 (14 амінокислот: AGCKNFFWKTFTSC, між залишками цистеїну дисульфідний зв'язок) і SST-28 (28 амінокислот). Окрім соматостатинів, близькоспоріднені пептиди кортистатін (PCKNFFWKTFSSCK), тріттен (13 N-кінцевих амінокислот SST-28) і уротензин II (ETPDCFWKYCV) також беруть участь в регуляції соматостатинергічної системи.

## Функція
Соматостатин пригнічує секрецію гіпоталамусом соматоліберину і секрецію передньою часткою гіпофіза соматотропного гормону та тиреотропного гормону.
Крім того, він пригнічує також секрецію різних гормонально активних пептидів і серотоніну, продукованих в шлунку, кишечнику, печінці та підшлунковій залозі. Зокрема, він знижує секрецію інсуліну, глюкагону, гастрину, холецистокініну, вазоактивного інтестинального пептиду, інсуліноподібного фактору росту 1.
Функцію соматостатину опосередковують щонайменше 6 різних підтипів рецепторів (sst1, sst2A, sst2B, sst3, sst4, sst5), що відносяться до родини G-білок-сполучених рецепторів з 7 трансмембраним доменами. Ці рецептори, за винятком sst2, кодуються різними генами, в той час як sst2A і sst2B є сплайсинг-варіантами одного й того ж гена. Соматостатинові рецептори підрозділяються на дві групи — SRIF1 (sst2, sst3, sst5) і SRIF2 (sst1, sst4) — на підставі зв'язування з класичними октапептидними і гексапептидними аналогами соматостатину (октреотид, ланреотид, сеглітид, вапреотид): з ними легко зв'язуються SRIF1-, але не SRIF2-рецептори. Конкретні дані про функції тих чи інших підтипів соматостатінових рецепторів вельми суперечливі.

## Терапевтичний потенціал
Найпоширеніший фармакологічний вплив на соматостатинергічну систему пов'язаний з інгібуванням викиду гормону росту, що робить дану систему досить перспективною при лікуванні пухлинних захворювань і акромегалії. Речовини, що підсилюють викид соматостатину, можуть проявляти властивості когнітивних стимуляторів.